# 스커트 (쇠고기)

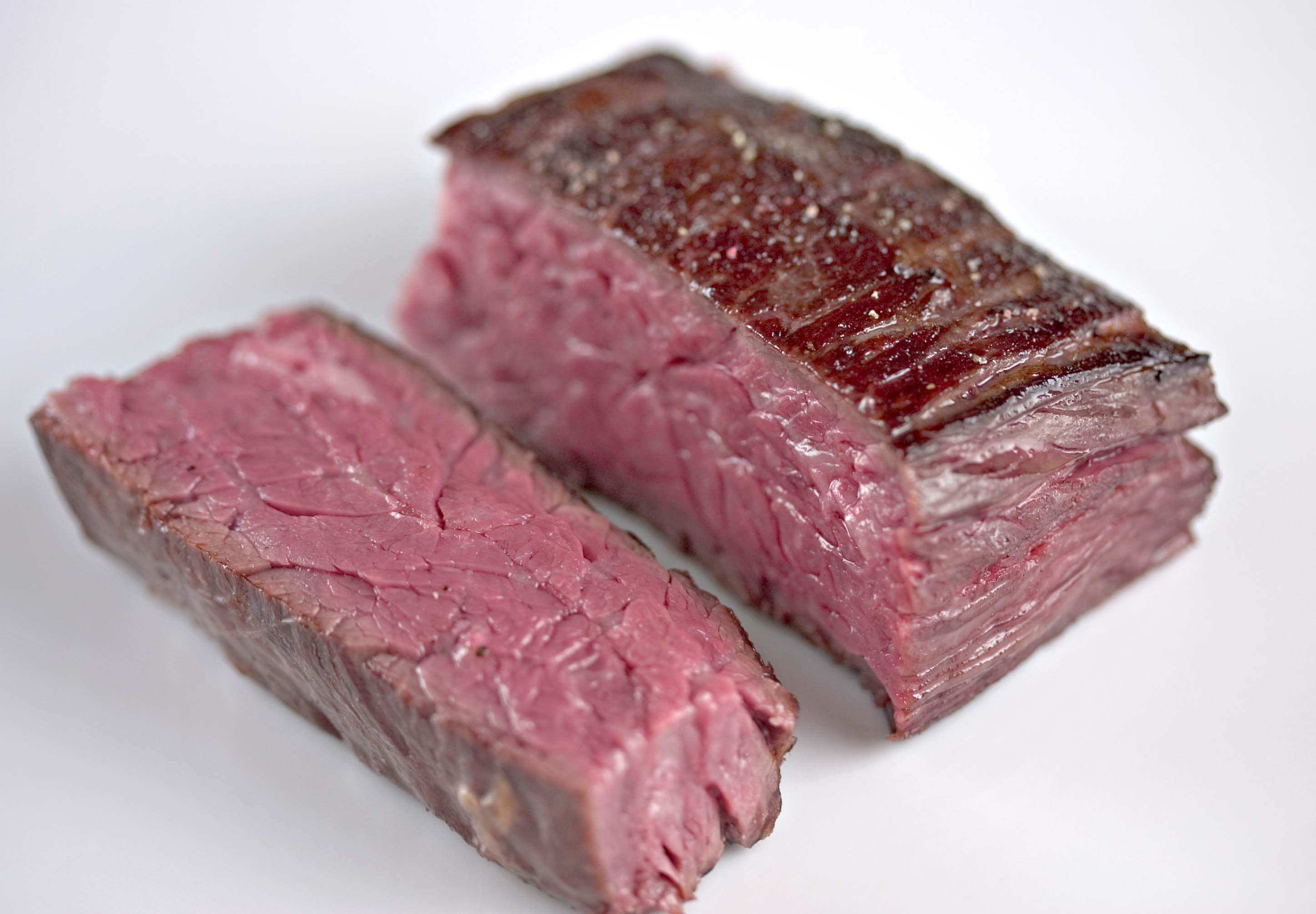
스커트

스커트(영어: skirt)는 서양식 쇠고기 부위이다. 플레이트의 하위 정형이다.
스커트는 소 배와 가슴 중간에 있는 길쭉하고 납작한 고기로, 부드러움에 따라 가격이 달라진다. 스커트는 세계 많은 요리에 사용된다. 멕시코 요리의 파히타에 사용된다. 영국에서는 코니쉬 패스티의 재료일 뿐만 아니라 당근, 감자와 자주 곁들인다. 이 외에 중국 요리, 스페인 요리, 이탈리아 요리에서 많이 사용된다.

## 같이 보기
- 플랭크
- 플랩
- 행어